# Endasys lygaeonematus
Endasys lygaeonematus är en stekelart som först beskrevs av Tohru Uchida 1931.  Endasys lygaeonematus ingår i släktet Endasys och familjen brokparasitsteklar. Inga underarter finns listade i Catalogue of Life.